# Giuseppe Tricarico
Giuseppe Tricarico (* 25. Juni 1623 in Gallipoli; † 14. November 1697 ebenda) war ein italienischer Komponist des Barock.

## Leben
Giuseppe Tricarico wurde in Neapel ausgebildet. Zwischen 1640 und 1654 lebte er in Rom, wo er mehrere Werke veröffentlichte und eine Abhandlung über Musik schrieb, die teilweise verschollen ist. Im Jahre 1654 zog er mit dem Kardinal Giovanni Battista Spada, dessen Kapellmeister er war, nach Ferrara und wurde Kapellmeister der dortigen Accademia dello Spirito Santo, blieb aber gleichzeitig in den Diensten das Kardinals. Im gleichen Jahr wurde in Ferrara seine erste Oper, „L’Endimione“ aufgeführt. Im Jahre 1657 reiste er von seinem Bruder, dem Sänger Antonio Tricarico begleitet nach Wien, wo er den Posten des Kapellmeisters der neu gegründeten Hofkapelle der Kaiserin Eleonara II. ausübte. Er blieb nur bis 1662 in ihren Diensten, bis Pietro Andrea Ziani seine Stellung einnahm. Die Gründe für den Wechsel sind heute nicht mehr ersichtlich. Tricarico kehrte in seine Heimatstadt zurück, wo er sich bis zu seinem Tod ausschließlich dem Unterrichten widmete.
Sein Werk umfasst Opern, Oratorien, Kirchenmusik und weltliche Vokalwerke, von denen einige Kaiser Leopold I. gewidmet sind.

## Werke (Auswahl)
Opern
- L’Endimione (A. Passarelli), (Ferrara, 1655)
- La Virtù guerriera (A. Aureli), (Wien, 1659)
- L’Almonte (A. Draghi), (Wien, 1661)
- La generosità d’Alessandro (F. Sbarra), (Wien, 1662)
- L’Endimiro creduto Uranio (P. Russo), (Neapel, 1670)

Oratorien und Sepolcri
- La gara della Misericordia e Giustizia di Dio (C. Scorano), (Wien, 1661)
- La fede trionfante (Draghi), (Wien, 1662) Musik verschollen
- Adamo ed Eva, (Wien, 1662)

Sakrale Vokalmusik
- Concentus ecclesiastici, liber quartus, für 2–4 Stimmen (Rom, 1649)
- Crucifixus, (3-stimmig), in Athanasius Kircher: Musurgia universalis (Rom, 1650)
- 9 Motetten
- Eine 8-stimmige Messe

Profane Vokalmusik
- 4 Madrigale, (3-stimmig)
- 5 Kantaten für 1–2 Singstimmen und B.c.
- Mehrere Arien